# Himne de la Comunitat de Madrid
L'Himne de la Comunitat de Madrid és un poema escrit per Agustín García Calvo, que compta amb música del compositor Pablo Sorozábal Serrano. La composició és l'himne oficial de la Comunitat de Madrid (Espanya) des del 24 de desembre de 1983, data de la seva publicació en el Butlletí Oficial de la regió.
L'himne va ser compost a petició del Govern de la Comunitat de Madrid que va arribar al poder en 1983, any de la seva constitució. Durant el procés d'organització territorial de l'Estat, es va decidir que la província madrilenya fos una autonomia uniprovincial, separada d'ambdues Castillas. Madrid va ser l'última comunitat autònoma a constituir-se (exceptuant les ciutats autònomes de Ceuta i Melilla, que no ho farien fins a 1995) i el seu president, Joaquín *Leguina, va encarregar al filòsof Agustín García Calvo la composició de l'himne. Aquest va acceptar pel simbòlic preu d'una pesseta.
La lletra de l'himne és un poema que tracta amb ironia l'organització territorial de l'Estat espanyol i la mateixa existència de la Comunitat de Madrid. A diferència dels himnes d'altres autonomies, com Els Segadors o Asturias, patria querida, aquest té un ús testimonial, pràcticament relegat a alguns actes oficials, com la commemoració de l'aixecament del 2 de maig de 1808.

## Lletra
1
Yo estaba en el medio:
giraban las otras en corro,
y yo era el centro.
Ya el corro se rompe,
ya se hacen Estado los pueblos,
Y aquí de vacío girando
sola me quedo.
Cada cual quiere ser cada una:
no voy a ser menos:
¡Madrid, uno, libre, redondo,
autónomo, entero!
Mire el sujeto
las vueltas que da el mundo
para estarse quieto
2
Yo tengo mi cuerpo:
un triángulo roto en el mapa
por ley o decreto
entre Ávila i Guadalajara,
Segovia i Toledo:
provincia de toda provincia,
flor del desierto.
Somosierra me guarda del Norte y
Guadarrama con Gredos;
Jarama y Henares al Tajo
se llevan el resto.
Y a costa de esto,
yo soy el Ente Autónomo último,
el puro y sincero.
¡Viva mi dueño!,
que, sólo por ser algo,
¡soy madrileño!
3
Y en medio del medio,
Capital de la esencia y potencia,
garajes, museos,
estadios, semáforos, bancos,
y vivan los muertos:
¡Madrid, Metrópoli, ideal
del Dios del Progreso!
Lo que pasa por ahí, todo pasa
en mí, y por eso
funcionarios en mí y proletarios
y números, almas y masas
caen por su peso;
y yo soy todos y nadie,
político ensueño.
Y ése es mi anhelo,
que por algo se dice:
De Madrid, al cielo